# Kertosari (Purwosari)
Kertosari is een bestuurslaag in het regentschap Pasuruan van de provincie Oost-Java, Indonesië. Kertosari telt 4202 inwoners (volkstelling 2010).